# Víctor Gebhardt i Coll
Víctor Gebhardt i Coll   (Barcelona, 28 d'agost de 1830 - Barcelona, 16 de març de 1894) fou un historiador català.
Fill de Felip Gebhart i Antònia Coll. Cursà la carrera de Dret a la Universitat de Barcelona, on es graduà com a advocat el 1853. El 1867 fou nomenat secretari de la Companyia de Ferrocarril de Tarragona a Martorell i Barcelona i després desenvolupà un alt càrrec en el de Tarragona a Barcelona i França. Va pertànyer a les Acadèmies de Jurisprudència i Legislació, de Bones Lletres i de Belles Arts de Barcelona, i fou corresponent de la Real Academia de la Historia, secretari de la Junta del Conservatori de Música i Declamació del Liceu d'Isabel II, secretari dels Jocs Florals de Barcelona el 1865 i mantenidor el 1866 i un dels fundadors de l'Associació de Catòlics de Barcelona (1870).
Malgrat que no va ser polític militant, professà idees carlines, sent empresonat i deportat a Mallorca. Col·laborà a El Correo Catalán i altres diaris i fou redactor del Diario de Barcelona, en el que va estar encarregat de la secció estrangera.

## Obres

### Traduccions
- The Red Rover, de Cooper
- Du rôle de la familie dans l'Éducation, de Barrau
- L'Eglise romaine es face de la revolution, de Jacques Créatineau-Joly
- Les moines d'Occident, de Charles de Montalembert
- Filosofia de les Lleis

### Escrits
- Historia General de España y de sus Indias, (Barcelona, 1860-73)
- Historia de Francisco II de Napoles, (Barcelona, 1861, amb col·laboració amb Pere Puigbó, per la que fou condecorat amb la creu napolitana de l'orde de Francesc I)
- El pueblo español y las elecciones de 1864, (Barcelona, 1864)
- Lo siti de Girona en lo any 1809, (Barcelona, 1868, premiada en els Jocs Florals de Barcelona)
- Estudios sobre la historia de España, (Barcelona, 1870)
- Necrologia de D. Sebastián Antón Pascual, (Barcelona, 1873)
- La Tierra Santa, (Barcelona, 1875)
- Los dioses de Grecia y Roma, (Barcelona, 1881)